# ロドリゴ・デ・ビベロ
ロドリゴ・デ・ビベロ・イ・アベルサ（Rodrigo de Vivero y Aberruza、1564年 - 1636年）は、エスパーニャ貴族、植民地政治家。江戸時代初期に日本を訪れた人物でもあり、日本ではドン・ロドリゴ（Don Rodrigo）の呼び名で知られる。
村上直次郎訳『ドン・ロドリゴ日本見聞録』をはじめ、『国史大辞典』や『世界大百科事典』など、姓をビベロ・イ・ベラスコとする文献が多いが、これは父親のロドリゴ・デ・ビベロ・イ・ベラスコ (Rodrigo de Vivero y Velasco) との混同によるもので、誤りである。

## 生涯
1564年に父ロドリゴ・デ・ビベロ・イ・ベラスコの任地であるヌエバ・エスパーニャ（現在のメキシコ）で生まれ、エスパーニャ本国で成長し、フェリペ2世の王妃アナ・デ・アウストリアの小姓などを勤める。その後、ヌエバ・エスパーニャ副王だった伯父のルイス・デ・ベラスコに重用され、1595年サン・フアン・デ・ウルア要塞守備隊長兼市長、1597年タスコ市長、1599年ヌエバ・ビスカヤ地方長官兼軍司令官を経て、前総督在任中の死去にともない1608年に臨時総督としてフィリピンに派遣される。
フィリピン臨時総督の後、パナマ地方長官兼軍司令官などを勤め、1627年にフェリペ3世によりバリエ・デ・オリザバ伯爵に叙爵され、1636年に没した。

## 日本との関係
フィリピン臨時総督在任中、マニラで起こった日本人暴動に際し暴徒を日本に送還し、貿易量の制限と暴徒の処罰を要求、徳川家康の外交顧問だったウィリアム・アダムスが訪れた際会見し、家康に友好的な書簡を送る。
1609年（慶長14年）、次期総督と交代のため召還命令を受け、ガレオン船3隻の艦隊でマニラからアカプルコへ向けての航海中台風に遭い、ロドリゴの乗った旗艦「サン・フランシスコ」は難破、9月30日に上総国大多喜藩領の岩和田村（現千葉県夷隅郡御宿町）田尻の浜に漂着、地元民に救助される。大多喜城の本多忠朝も300人余りの家臣を率いてロドリゴのもとを訪れ、幕府への報告を約束し温情ある措置をとった。なお僚艦の「サンタ・アナ」も、9月12日豊後の臼杵中津浦に緊急入港し、もう一隻の「サン・アントニオ」のみヌエバ・エスパーニャへの航海を続けた。
地元民に救助されたロドリゴ一行は、本多忠朝の歓待を受け、大多喜城から江戸城に立ち寄り、駿府城で家康と会見するなど日本滞在の後、家康からウィリアム・アダムスの建造したガレオン船（日本名：安針丸）の提供を受け、「サン・ブエナ・ベントゥーラ」と命名、1610年（慶長15年）8月1日に日本を出発し、同年11月13日アカプルコに帰還した。この日本滞在中の見聞録は『ドン・ロドリゴ日本見聞録』として今に残されている。
サン・ブエナ・ベントゥーラには、ヌエバ・エスパーニャとの交流拡大を目指す家康の使節アロンソ・ムニョス神父や京の商人・田中勝介らも同乗した。その翌年の1611年（慶長16年）、田中勝介らとともにヌエバ・エスパーニャからセバスティアン・ビスカイノが答礼使として来日し、1613年（慶長18年）にルイス・ソテロや支倉常長ら慶長遣欧使節団とともにサン・ファン・バウティスタ号で帰国した。
後に、日本が開国し諸外国と国交を開いた際不平等条約が当然だったなか、1888年（明治21年）に締結した日墨修好通商条約が平等条約だったのは、メキシコと日本はこのころから交流のある互いに対等な国家だったからであり、欧米列強との不平等条約を改正できた背景にこの友好的な日墨関係があるとも言われている。明治27年（1894年）、日本は日英通商航海条約調印を皮切に新通商条約を相次いで締結し、列強の治外法権解消と関税自主権の部分回復に歩み出した。
現在、ロドリゴ一行が本多忠朝の居城大多喜城に立ち寄る際に通ったコースを走るロドリゴ駅伝が、漂着した御宿町、いすみ市、大多喜町で開催されている。

## 著書
『ドン・ロドリゴ日本見聞録』には以下の日本語訳がある。
- ドン・ロドリゴ; ビスカイノ; 村上直次郎訳註『ドン・ロドリゴ日本見聞録 ビスカイノ金銀島探検報告』駿南社〈異国叢書〉、1929年。 - セバスティアン・ビスカイノの『金銀島探検報告』との合本。のち奥川書房（1941年）、雄松堂書店（1966年）、雄松堂出版（2005年、ISBN 4-8419-3022-1）で再刊。
- ロドリゴ・デ・ビベロ; 大垣貴志郎監訳 著、JT中南米学術調査プロジェクト 編『日本見聞記 1609年』たばこと塩の博物館、1993年12月。
- フアン・ヒル 著、平山篤子 訳『イダルゴとサムライ――16・17世紀のイスパニアと日本』法政大学出版局〈叢書・ウニベルシタス〉、2000年12月。ISBN 4-588-00693-2。 - フアン・ヒル（スペイン語版）による校訂版「ドン・ロドリゴ・デ・ビベロの旅行報告書」全文を収録。